# Racca Rovers FC
El Racca Rovers FC (també escrit Raccah Rovers) fou un club de futbol nigerià de la ciutat de Kano.
Fou campió de lliga el 1978 i finalista de copa el 1979.

## Palmarès
- Lliga nigeriana de futbol:[4]
  - 1978